# Весела вдова (фільм, 1952)
«Весела вдова» (англ. The Merry Widow) — американський мюзикл режисера Кертіса Бернхардта 1952 року.

## Сюжет
У посольстві держави Маршова у Вашингтоні дізнаються, що одна з їх співвітчизниць — Крістал Радек стала вдовою і їй від покійного чоловіка дісталися вісімдесят мільйонів доларів. Посол та аташе біжать в будинок вдови із запрошенням відвідати рідну вітчизну, де має відбутися відкриття пам'ятника її покійному чоловікові, але це тільки привід, щоб виманити жінку з США.
Головна мета цих хлопців і їх короля, щоб вдова не вийшла заміж за іноземця: інакше її гроші будуть втрачені для батьківщини. Треба, щоб чоловіком вдови став підданий Понтеведра. Всі високопоставлені чоловіки країни одружені, холостяк один — граф Данило, і заради «інтересів держави» він повинен одружитися з її мільйонами…

## У ролях
- Лана Тернер — Крістал Радек
- Фернандо Ламас — граф Данило
- Уна Меркел — Кітті Райлі
- Річард Гейдн — барон Попов
- Томас Гомес — король Маршова
- Джон Ебботт — посол
- Марсель Даліо — сержант поліції
- Роберт Кут — маркіз де Крільон